# 佐竹義宣 (伊予守)
佐竹義宣（1346年－1389年8月5日）是日本南北朝時代武將。常陸國佐竹氏第10代當主。父親是佐竹義篤。兒子有佐竹義盛、佐竹義有。官位是伊予守。

## 經歷
在小田氏犯下匿藏小山若犬丸的罪而受到鎌倉公方足利氏滿追討之際，因為與小田氏有親戚關係而被警戒，派遣家臣小野崎通鄉、江戶通高並留下。通高在難台城奮戦後被討死。